# ДР Конго на Паралимпийских играх
Демократическая Республика Конго на Паралимпийских играх впервые приняла участие в 2012 году на летних Играх в Лондоне. На зимних Играх делегация Демократической Республики Конго участия пока не принимала. Медалей на Играх спортсмены Демократической Республики Конго пока не завоевали.